# Diploglossus nigropunctatus
Diploglossus nigropunctatus là một loài thằn lằn trong họ Anguidae. Loài này được Barbour & Shreve mô tả khoa học đầu tiên năm 1937.